# Corica laciniata
Corica laciniata är en fiskart som beskrevs av Fowler, 1935. Corica laciniata ingår i släktet Corica och familjen sillfiskar. Inga underarter finns listade i Catalogue of Life.